# 上大人 (土家族)
上大人，是流傳於湖北土家族的上大人牌遊戲。

## 牌具
牌具屬於上大人牌，有「丘乙己、上大人、化三千、爾小生、佳作仁、七十士、八九子、佳作仁。」這二十四字，每種四張，共九十六張。三個连续字为一句，共八句。其中上大人、化三千、爾小生、佳作仁為紅色牌；其餘為黑色牌。

## 牌規

### 流程
- 二到六人遊戲。
- 莊家摸十九張，閒家摸十八張。
- 分牌後，莊家摸一張牌，該牌同句的下一字為百搭牌，若已是最後一字，則是此句第一字為百搭牌。此動作稱為翻神。
- 行牌類似麻將，同樣有吃、碰、槓，差別如下。
  - 吃牌需同一句的牌才能吃牌，該牌型稱為句子。
  - 能組成同句的兩牌就可吃牌，稱為追口，之後有同一句可吃進。能組成同句的三牌必須吃牌，稱為搭口。
  - 槓、吃可一起，稱為滿壠。
  - 可碰牌時須碰。
  - 刻子稱為坎。若是自摸，要將三張牌的一張反蓋。
  - 槓子稱為壠。若是自摸，要將四張牌的一張反蓋。
- 只有同句的兩牌，稱為半句，不必為相連牌。
- 上、大、人、丘、乙、己、化、三、七的牌稱為將牌，每有一張算1胡；其餘牌稱為行牌。
- 以組成五面子、兩半句，並且須牌型達成基本胡數以上才能胡牌。兩人時，需18胡；三人時，需14胡；四人以上時，需11胡。[1]

### 牌值
- 各將牌牌型的胡數如下表。

| 牌型   | 胡數 |
| ------ | ---- |
| 將     | 1    |
| 坎     | 3    |
| 自摸坎 | 6    |
| 壠     | 10   |
| 滿壠   | 12   |
| 自摸壠 | 14   |

- 各行牌牌型的胡數如下表。

| 牌型   | 胡數 |
| ------ | ---- |
| 坎     | 2    |
| 自摸坎 | 4    |
| 壠     | 6    |
| 自摸壠 | 8    |

- 番種如下表，分數不明。[1]

| 番種   | 說明               | 分數 |
| ------ | ------------------ | ---- |
| 雙     | 平胡               | 不明 |
| 無神   | 沒有百搭牌         | 不明 |
| 素和雙 | 每面子皆行牌       | 不明 |
| 葷和雙 | 每面子都有將牌。   | 不明 |
| 清和雙 | 每面字都是句子。   | 不明 |
| 紅和雙 | 皆是紅色牌         | 不明 |
| 黑和雙 | 皆是黑色牌。       | 不明 |
| 大和雙 | 比基本胡數多一倍。 | 不明 |
| 天和雙 | 天胡               | 不明 |
| 地和雙 | 地胡               | 不明 |